# Devdas (film 1936)
Devdas (Hindi: देवदास, Urdu: دیوداس) è un film di Bollywood del 1936, diretto da Pramathesh Chandra Barua.
Delle due versioni del racconto di Sarat Chandra Chattopadhyay dirette dal grande regista (l'altra è dell'anno prima), questa è la più popolare.
Bimal Roy dirige la fotografia, negli anni in cui non era ancora famoso come regista, prima di dirigere anch'egli una nuova versione di questa celebre storia d'amore nel 1955.

## Trama
Devdas si innamora di Parvati, di cui è stato grande amico nel corso dell'infanzia e dell'adolescenza.
Per motivi di studio si trasferisce a Calcutta e, mentre è fuori, il padre di Parvati decide di organizzare il matrimonio alla figlia con un uomo più anziano.
Devdas, saputo dell'avvenimento, si dà all'alcolismo. Conosce poi una cortigiana di nome Chandramuki, che si innamora di lui.
Parvati, saputa la brutta situazione in cui è caduto il suo vecchio amore, cerca di salvarlo, impedendogli di bere.
Devdas le promette che poco prima di morire la rivedrà un'altra volta. Così, dopo qualche tempo, quando sente la morte vicina, inizia un lungo viaggio, per raggiungerla.
Arrivato nella casa dove abita Parvati, viene trovato morto fuori dalle mura del palazzo.
Parvati può solo sentire la notizia della morte del suo amato.